# エドワード・スタンリー (第17代ダービー伯爵)
第17代ダービー伯爵エドワード・ジョージ・ヴィリアーズ・スタンリー（英: Edward George Villiers Stanley, 17th Earl of Derby KG, GCB, GCVO, TD, PC, KGStJ, JP、1865年4月4日 - 1948年2月4日）は、イギリスの政治家、貴族。政治家として郵政相、陸軍相を歴任。競走馬生産者、馬主としても著名である。

## 経歴
フレデリック・アーサー・スタンリー（後の第16代ダービー伯爵）の長男として、ウェストミンスターのセント・ジェイムズ・スクエアで生まれる。ウェリントン・カレッジで学んだ後、近衛擲弾兵連隊に中尉として入隊。1885年から1895年までの10年間兵役につき、そのうち1888年から1891年はカナダの総督となった父の副官としてカナダへ赴任した。1899年から1900年の間は第二次ボーア戦争に従軍。
1892年イギリス総選挙でランカシャー州のウェストホートン選挙区から当選し、庶民院議員となる。第3代ソールズベリー侯爵ロバート・ガスコイン＝セシルやアーサー・バルフォアの下で大蔵卿委員（在職: 1895年-1900年）・Financial Secretary to the War Office（在職: 1901年-1903年）を務めた後、1903年に郵政大臣（Postmaster General; 郵政公社総裁）として入閣した（1905年まで）。1906年イギリス総選挙では落選するも、1908年に父親から爵位を相続、貴族院議員となる。
第一次世界大戦中の挙国一致内閣では1916年に陸軍省政務次官（Under-Secretary of State for War）後空軍委員会議長（Chairmen of the Joint War Air Committee）に任ぜられたが、同年ガリポリの戦いの作戦失敗等によりハーバート・ヘンリー・アスキス首相が失脚。代わって陸相のデビッド・ロイド・ジョージが首相に就任し、その穴を埋めるため委員会議長を辞任、陸相となり、混迷の度を深めていた第一次世界大戦末期のイギリス陸軍の指揮を執った。またこの時期はアイルランドで独立の気運が高まり、後のアイルランド独立戦争へと発展していった過渡期でもあり、エドワードはあらゆる事態の対応に追われ続けた。大戦終結後、陸相を辞任。在フランス大使となり戦後調整に当たった後、再び陸相に就任し2年を務め、その辞任後は政界を引退した。
実子のエドワードとオリヴァーは共にスタンリー・ボールドウィン、ネヴィル・チェンバレン内閣等で閣僚を務めている。

## スポーツ愛好家
パブリック・スクール時代に経験したラグビーの熱心な愛好家であり、ラグビー協会の名誉理事長を務めていた。
ほか、フランスラグビーリーグ協会に優勝杯を寄贈しており、このカップは現在でも「ダービー卿杯（Trophée Lord Derby）」と呼ばれている。
なお父のフレデリックはアイスホッケーの愛好家で、北米のナショナル・ホッケー・リーグ (NHL) に優勝杯を寄贈している（こちらは「スタンレー・カップ」と呼ばれている）。
また競走馬の生産者および馬主として史上に大きな事績を残しており、ハイペリオン、ファラリス、ファロス、フェアウェイ、スウィンフォード、アリシドンなど、現代のサラブレッドに多大な影響を与えた名馬を数多く送り出した。
1903年、ニューマーケットに全体で「スタンリー・ハウス」と呼ばれる牧場を設立。
牧場の敷地を2つに分けて、大きく主要な方はウッドランド牧場と呼ばれており、施設内の「スタンリー・ハウス・ステーブル」と書かれた看板を掲げた場所で、競走馬として調教中の馬を収容出来る馬房と調教に使う馬場が置かれた。
良い馬作りには人を得るのが大事と考えたエドワードは、調教師のジョージ・ラムトンや、ウォルター・オルストンとJ・グリフィスを迎えて彼らに助言を求めた。
彼の馬の購入や調教についてはジョージ・ラムトンが、初期の配合デザインにはウォルター・オルストンがかかわっており、生産に際しては「フィッツラックの18.75%理論」と呼ばれる血統論を用いた。生産馬の多くにはセントサイモンやスプリングフィールドの3×4、3×3の近親繁殖が見られ、最終的に輩出されたクラシック優勝馬17頭のうち3×4の配合が11頭、セントサイモンに限っては7頭となっている。
エドワードは「多くの良い牝馬を安く買い、繋養する価値の無い事が判明したら早く手放す。」という家訓を作り自ら実践した。
ラムトンらはヘッティソレル、カンタベリーピルグルム、ブロマス、アンコラ、ゴントレットを購買してエドワードの期待に応えた。
生産者および馬主としてダービーを3勝、オークスを2勝、セントレジャーを6勝、2000ギニーを2勝、1000ギニーを7勝を挙げたほか、1歳時にエヴレモン・ド・サンタラリからオグデン・ミルズと共同で購入したカンタールで凱旋門賞にも優勝した。
1930年にはダービー伯爵として史上初めてアメリカ合衆国のケンタッキーダービーを現地観戦し、『タイム』の表紙を飾った。1936年アルバート・メダル受賞。